# Street Scenes
Street Scenes, também conhecido como Street Scenes 1970 é um documentário dirigido por Martin Scorsese. Documenta dois protestos contra a Guerra do Vietnã, que aconteceram em maio de 1970: um na Wall Street, na cidade de Nova Iorque e outro em Washington, D.C.